# Metagonia asintal
Metagonia asintal is een spinnensoort uit de familie trilspinnen (Pholcidae). De soort komt voor in Guatemala.